# Leptopelis brevirostris
Espèce
Synonymes
- Hylambates brevirostris Werner, 1898

Statut de conservation UICN

 LC  : Préoccupation mineure
Leptopelis brevirostris est une espèce d'amphibiens de la famille des Arthroleptidae.

## Répartition
Cette espèce se rencontre dans le sud-est du Nigeria, au Cameroun, en Guinée équatoriale, au Gabon et dans le nord-ouest du Congo-Brazzaville.
Sa présence est incertaine en Centrafrique. 

## Description

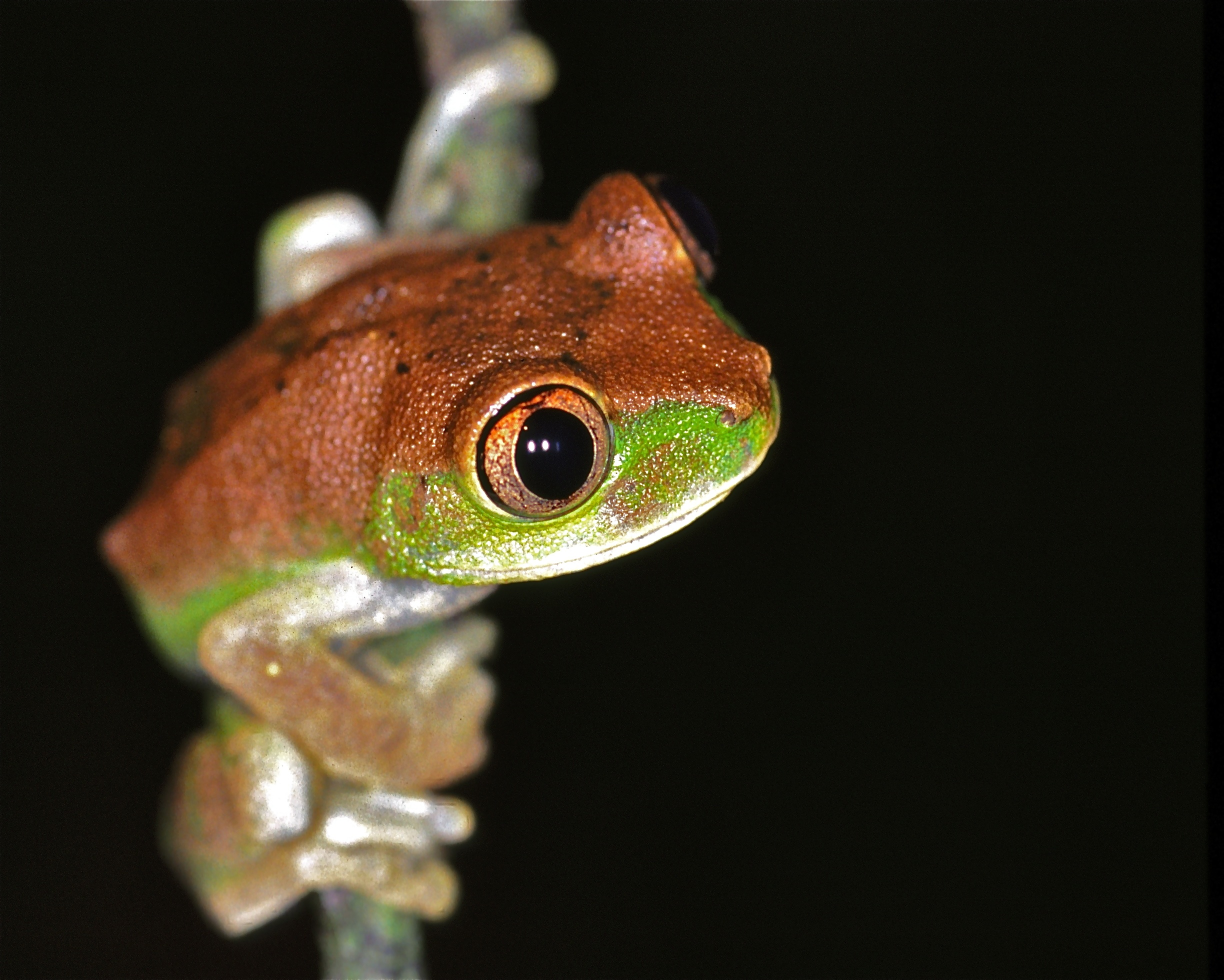

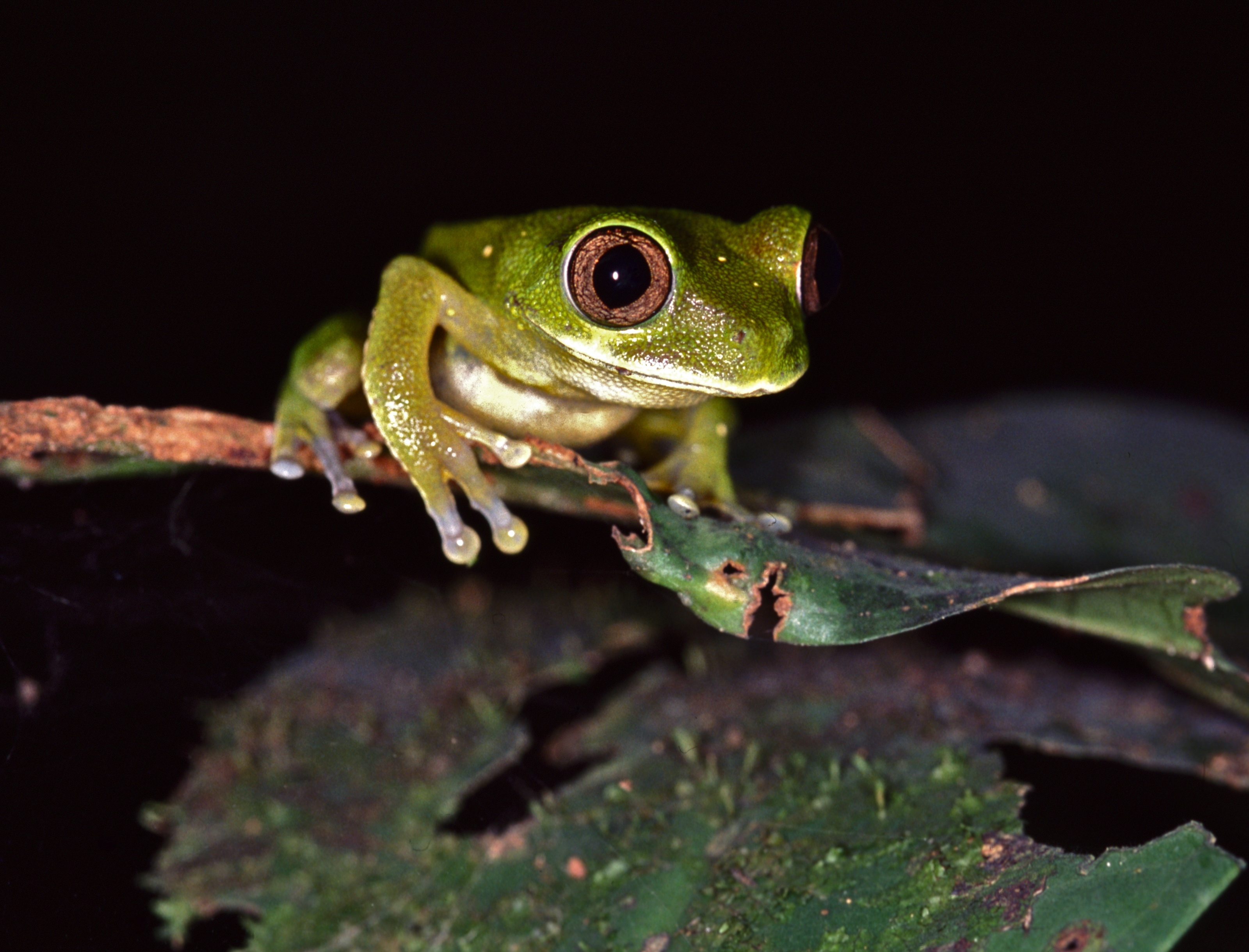

Les mâles mesurent entre 38 et 45 mm et les femelles entre 49 et 64 mm. Leptopelis brevirostris a un museau très court. Son dos est lisse. Cet amphibien est de couleur verte, grise ou beige avec une tache dorsale plus sombre. Le ventre est blanc.
Cette espèce semble se nourrir uniquement d'escargots.

## Reproduction
Les œufs sont plutôt grands (0,5 mm).Les mâles coassent depuis des lianes ou des branches à pas plus de 3 m du sol et apparemment loin de l'eau. Le coassement ressemble à un "tok" répété une ou deux, voire trois ,fois de suite.

## Publication originale
- Werner, 1898 : Über Reptilien und Batrachier aus Togoland, Kamerun und Tunis aus dem kgl. Museum für Naturkunde in Berlin. Verhandlungen der Kaiserlich-Königlichen Zoologisch-Botanischen Gesellschaft in Wien, vol. 48, p. 191-213 (texte intégral).